# Selaginella kurzii
Selaginella kurzii är en mosslummerväxtart som beskrevs av Bak.. Selaginella kurzii ingår i släktet mosslumrar, och familjen mosslummerväxter. Inga underarter finns listade i Catalogue of Life.